# メフィスト (パチスロ)
メフィスト（Mephisto）とは、山佐が2003年3月に発表したパチスロ機（4号機）である。

## 概要
メーカー公式には「テトラ付き機種の最終進化形態」と位置づけ、円熟したメイン・テトラリールアクション、サウンドは、相応しい出来である。但し、テトラリール機種はメフィストが最後、という意味では無い。
当初は同時期に山佐が発表していたネオマジックパルサーとの抱き合わせが指摘された。(メフィスト導入店にネオマジックパルサーを先行導入するという流れ)
完成度の高さや一撃必殺のビッグバンモードの搭載もあり話題を呼んだが、時代が液晶画面に移行している中、テトラ機はホール側から受け入れられず、稼働しているホールは少なかった。ただ、完成度の高さを見抜いたファンからは一定の支持を得ていた。
ゲームソフトは発売されていないが、山佐が提供している携帯アプリとオンラインホールの777town.netでプレイできる。

## 特徴
- パチスロにおいては珍しく文学作品を出典としており、ドイツの文人ゲーテの代表作とされる長編戯曲「ファウスト」に登場する悪魔「メフィストフェレス」をモチーフとしている。
- ハイパービッグ(HB)、チャレンジビッグ(CB)搭載のツインBB方式。
- 7ラインBタイプのST機である。ST機としたことで天井機能、高確率状態(エクストラゾーン)の搭載を実現した。
- ボーナス終了時に次回のボーナスの種類（HB・CB・RB）が決定される。レギュラーボーナスが選択される確率は低い(1/128)が、RB消化後にほぼビッグバンモードへ突入するプレミアムボーナスとなっている。
- CBの天井ゲーム数は995+前兆5G、HBの天井ゲーム数は1095+前兆5G。
- ファウストに搭載されていた「W HYPER MODE」は本機には搭載されていない。

## 演出
小役の告知や予告音・フラッシュ・継続演出など多彩なパターンが存在。
- バウンドストップ：小役またはボーナス
- 小役のエクストラライン揃い（小山・小V）：チャンス目の役目。
- エクストラゾーン：一部のリプレイおよびスイカの50%で突入。エクストラゾーンでの当選率はおよそ1/3。
- フリーズ演出：約17秒間、テトラリールによる慟哭の演出の後、ビッグセブンが出現する。レギュラーボーナス確定。

## ボーナス

### ビッグボーナス
ハイパービッグ(HB)とチャレンジビッグ(CB)の2種類。通常時の確率はそれぞれ1/2。ビッグバンモード中は100％でHBとなる。リプレイハズシは、両ビッグ共に逆押しを行うと制御で外れる。ファウストのCBにはJACIN告知が存在しなかったが、メフィストは搭載している。
- HB（テトラの7が赤）：15枚役のナビ（押し順）が発生。平均450枚(メーカー公表値)の獲得。
- CB（テトラの7が青）：3択正解時に15枚役を獲得できる。不正解時は3枚役となる。平均295枚の獲得。またリプレイハズシ時に、左リール下段に赤7を目押しすることにより次ゲームでナビを発生させることが出来る。これを実践することにより平均320枚まで獲得枚数を増やすことが可能。

### レギュラーボーナス
- ボーナス放出時の1/128で当選。単純確率で約1/24,000。正にプレミアムボーナスとなる。
- 終了後は「ビッグバンモード」へ突入。ビッグバンモード中の天井ゲーム数は45G+前兆5G。放出されたビッグは100％でハイパーとなる。平均で4000枚近く、またはそれ以上の獲得が可能。
- ビッグバンモード中はメインリール上部のメフィストランプが点灯し、ビッグバンモードに入っているのが一目で分かるように工夫されている。